# Шагдарын Гонгор
Шагдарын Гонгор (монг. Шагдарын Гонгор; 1912, сомон Баянхутаг, аймака Хэнтий — 23 июня 1992, Монголия) — монгольский военный, пограничник, полковник Монгольской народной армии. Герой Монгольской Народной Республики (1936).

## Биография
Сын пастуха.
С 1927 года служил в армии МНР в составе Тамсагбулагского кавалерийского корпуса.
В ночь на 28 января 1936 года Шагдарын Гонгор проявил мужество во время нападения более десяти вооруженных японских кавалеристов на монгольский сторожевой пост. Вступив с ними в схватку, Гонгор в одиночку одержал над ними победу. После боя нашел в сумке убитых японских солдат очень важный документ - секретный план японской военной операции, что стало поворотным моментом в боях на реке Халха, получение столь ценной информации было его большой заслугой. Позже, он скажет своим соратникам: «Я стал героем не потому, что убил много японцев, а потому, что получил ценные сведения».
За проявленный подвиг решением Президиума Великого Народного хурала от 29 января 1936 г. он был удостоен одним из первых в МНР звания Герой Монгольской Народной Республики и ордена «За боевые заслуги» 1-й степени.
Служил начальником разведгруппы, был помощником командира танковой дивизии. 
В 1939 году участвовал в боях на Халхин-Голе в качестве командира бронетанковой бригады.
В 1943-1944 годах учился в Военной академии им. М. Фрунзе в СССР .
В 1943 году был полномочным представителем правительства МНР по передаче РККА танковой бригады «Революционная Монголия» и эскадрильи «Монгол Ард».
В 1946 году был демобилизован из армии и работал в общественной организации.

## Награды
- Герой Монгольской Народной Республики (1936)
- Орден Сухэ-Батора
- Орден «За боевые заслуги» (Монголия)
- Орден Полярной звезды (Монголия)
- Медаль «Победа на Халхин-Голе»
- медаль «За победу над Японией»
- Знак «Участнику боёв у Халхин-Гола»
- медаль «25 лет Монгольской Народной Республики»
- медаль «40 лет Монгольской Народной Республики»
- ордена и медали Монголии.